# تپه شهر سوخته ۳۶۱
تپه شهر سوخته ۳۶۱ مربوط به هزاره سوم قبل از میلاد است و در شهرستان زابل، بخش شیب آب، دهستان لوتک، روستای حومه شهر سوخته، ۵/۱ کیلومتری جنوب پایگاه باستان شناشی شهر سوخته واقع شده و این اثر در تاریخ ۲۸ شهریور ۱۳۸۶ با شمارهٔ ثبت ۱۹۶۴۱ به‌عنوان یکی از آثار ملی ایران به ثبت رسیده است.